# Saint-Rémy (Dordogne)
Saint-Rémy is een gemeente in het Franse departement Dordogne (regio Nouvelle-Aquitaine) en telt 420 inwoners (2005). De plaats maakt deel uit van het arrondissement Bergerac.

Hoewel de officiële naam Saint-Rémy is, wordt deze gemeente plaatselijk Saint-Rémy-sur-Lidoire genoemd ( zie ook gemeentebord hieronder).

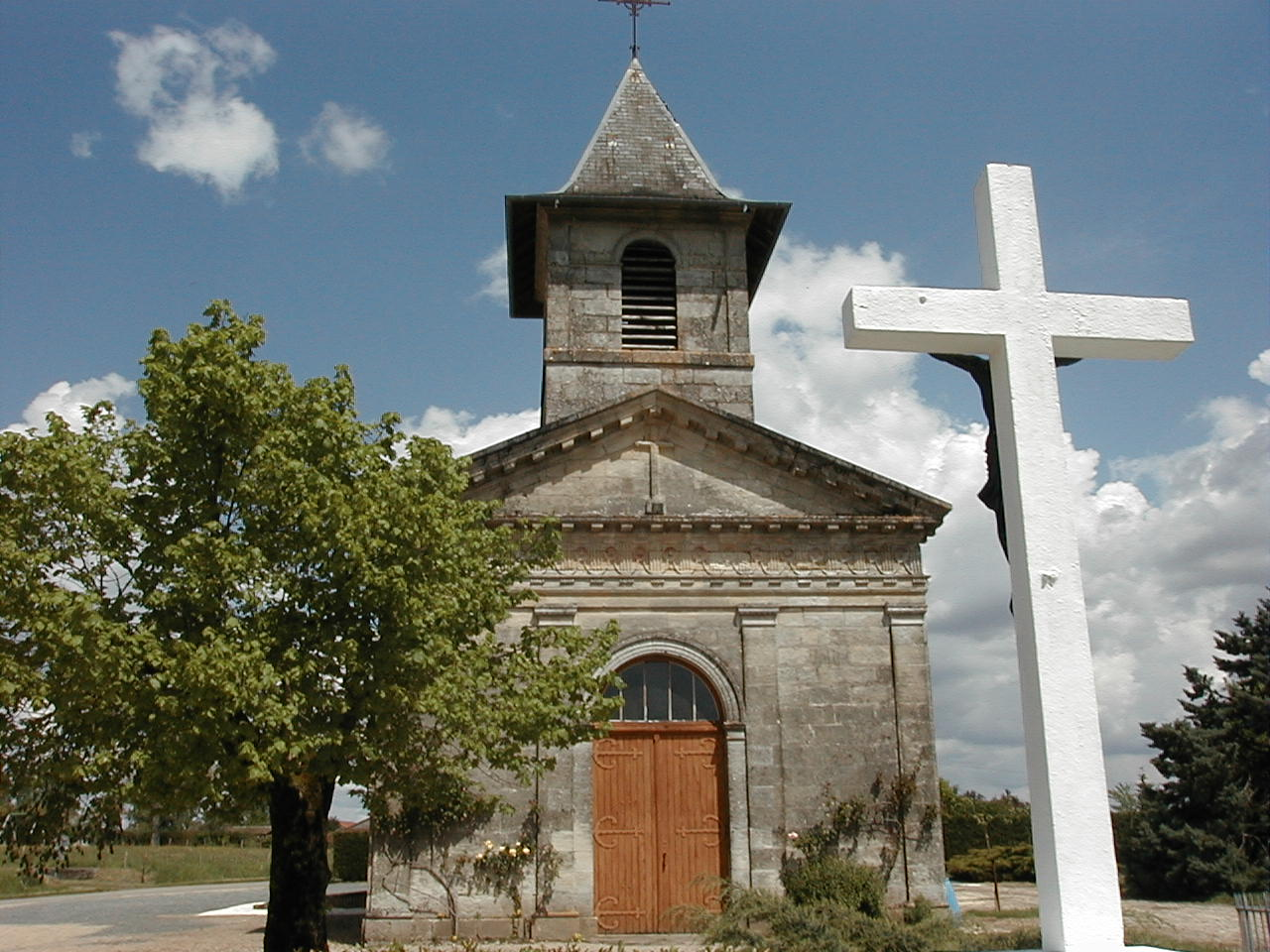
Kerk van Saint-Rémy
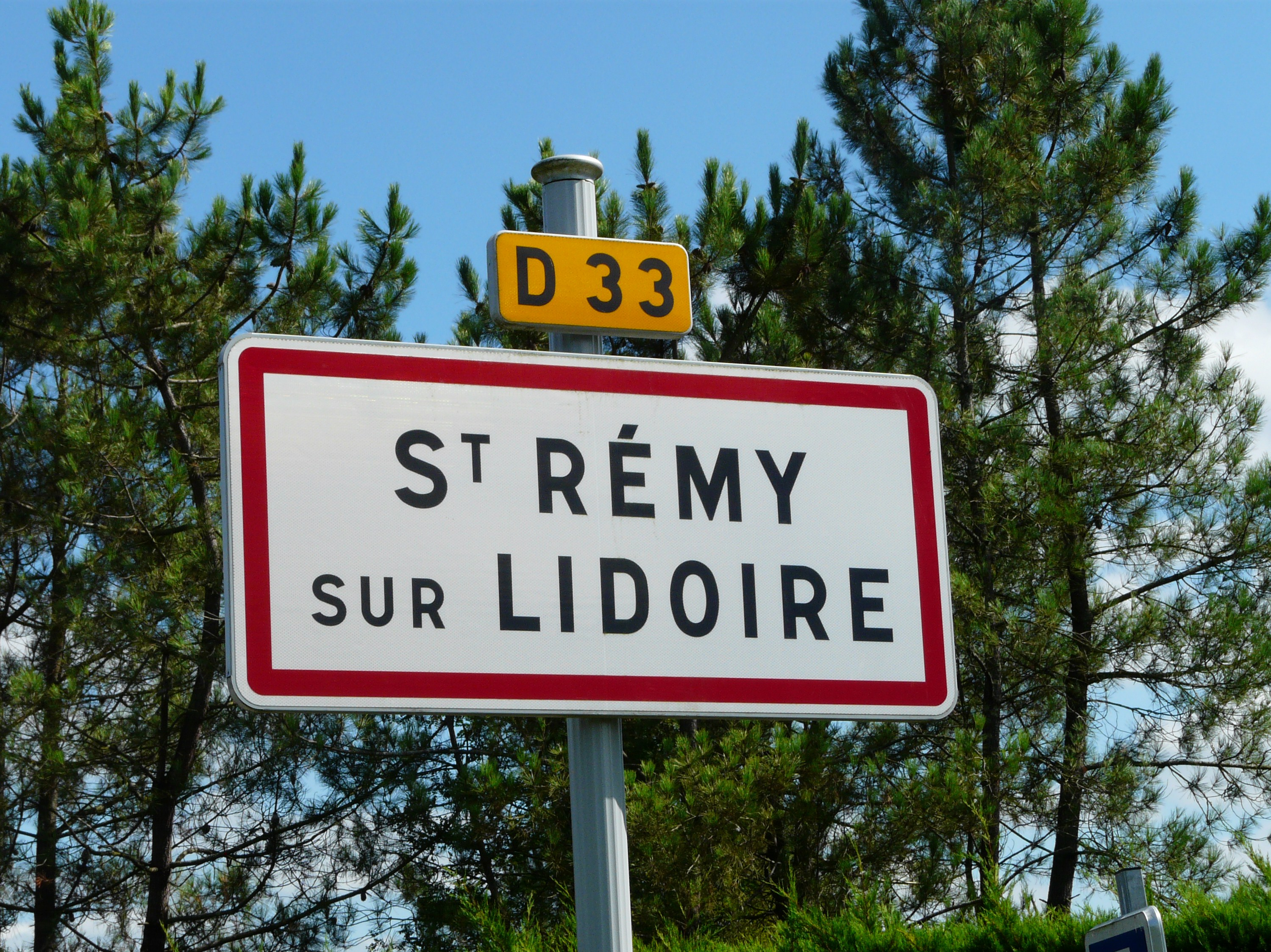

## Geografie
De oppervlakte van Saint-Rémy bedraagt 22,4 km², de bevolkingsdichtheid is 18,8 inwoners per km².
De onderstaande kaart toont de ligging van Saint-Rémy (Dordogne) met de belangrijkste infrastructuur en aangrenzende gemeenten.

## Demografie
Onderstaande figuur toont het verloop van het inwonertal (bron: INSEE-tellingen).